# Indovina chi sposa Sally
Indovina chi sposa Sally (Happy Ever Afters) è un film del 2009 scritto e diretto da Stephen Burke.
Il film è stato proiettato in anteprima al Festival internazionale di cinema di Pusan, Corea del Sud, il 10 ottobre 2009. La distribuzione nelle sale è avvenuta in Francia il 21 ottobre, in Irlanda il 25 dicembre, nel Regno Unito il 19 marzo 2010, mentre in Italia è uscito il 27 agosto 2010.